# Ахурик
Ахури́к (арм. Ախուրիկ) — село в Армении, в Гюмрийском районе Ширакской области.

## География
Расположено на северо-западе Армении, в 5 км к юго-востоку от областного центра Ширака — Гюмри. Ахурян расположен на правом берегу впадения реки Ахурян в Ахурянское водохранилище.

## Автодорожный и железнодорожный пункты пропуска через границу с Турцией
Приблизительно в 2 км к западу от Ахурика расположена турецкая граница через которую проходят автодорога и железная дорога. Однако автодорожное и железнодорожное движение через границу не производятся с 1993 года по инициативе Турции. Пеший проход через границу также невозможен.
Рядом с Ахуриком в 1 км к югу расположена железнодорожная станция Ахурян, где до 1993 года функционировал армянский железнодорожный пункт пропуска, и инфраструктура которой в настоящее время поддерживается в рабочем состоянии, хотя поездов через границу нет с 1993 года.